# Angela Washko
Angela Washko, née en 1986, est une artiste et animatrice de nouveaux médias basée à New York. Elle œuvre pour mobiliser les communautés et crée de nouveaux forums de discussion sur le féminisme.

## Pratique artistique
Depuis 2012, Washko crée des performances dans le jeu vidéo en ligne World of Warcraft dans lesquelles elle initie des discussions sur le féminisme dans le gameplay. Elle est fondatrice du Conseil sur la sensibilité au genre et la sensibilisation comportementale dans World of Warcraft dans le but d’attirer l'attention et protester contre le langage sexiste des joueurs dans le jeu. 
En 2013, elle est la première artiste à vendre une vidéo réalisée sur Vine. Myriam Vanneschi, conservatrice et collectionneuse néerlandaise a acheté cette vidéo intitulée "Tits on Tits on Ikea" au prix de 200 $ à la Moving Image Art Fair. Cette vidéo avait été soumise au festival #VeryShortFilmFest. Elle est finaliste du prix de "La plus petite vidéo d’art jamais vendu", organisée par Marina Galperina et Kyle Chayka. Sa vidéo "Chastity" a remporté le prix du Centre d’excellence en arts créatifs de l’Université Austin Peay State. Elle a reçu en 2013-2014, la subvention du Franklin Furnace Fund pour ses performances dans World of Warcraft .
En 2014, Creative Time a commandé à Washko un essai sur ses conclusions en tant que Conseil sur la sensibilité au genre et la sensibilisation comportementale dans World of Warcraft. 
À partir de 2015, Washko mène un projet axé sur le célèbre artiste de la relève, Roosh V, appelé BANGED.
En 2018, elle présente son nouveau travail "The Game: The Game" au Museum of the Moving Image. Le jeu se présente sous la forme d'un simulateur de rencontres. Le joueur est confronté à six hommes qui se disputent agressivement pour attirer votre attention dans un bar. "The Game: The Game" a remporté le 2018 Impact Award à IndieCade.